# Herman Mignon
Herman Mignon (Bélgica, 21 de marzo de 1951) es un atleta belga retirado especializado en la prueba de 1500 m, en la que consiguió ser subcampeón europeo en pista cubierta en 1973.

## Carrera deportiva
En el Campeonato Europeo de Atletismo en Pista Cubierta de 1973 ganó la medalla de plata en los 1500 metros, con un tiempo de 3:43.16 segundos, tras el polaco Henryk Szordykowski (oro con 3:43.01 segundos) y por delante del alemán Klaus-Peter Justus.